# Werner Schumann
Werner Schumann (Curitiba, 3 de janeiro de 1965) é um cineasta brasileiro.

## Biografia
Nos anos 1980 estudou fotografia, roteiro e montagem pela Fundação Cultural de Curitiba (Cinemateca Guido Viaro) e começou sua carreira dirigindo filmes experimentais em super 8. 
Nos anos 1990 dirigiu “Pioneiros do Cinema” (Vencedor do Prêmio do Governo do Estado do Paraná e vencedor do Tatu de Ouro de Melhor Ficção na XXI Jornada Internacional de Cinema da Bahia); “De Bona-Caro Nome” documentário com a participação de José Wilker (vencedor do Prêmio Fiat do Brasil), “Ervilha da Fantasia”, documentário "Ervilha da Fantasia" sobre o poeta Paulo Leminski; além de curtas-metragens experimentais como “VOLK!”, (vencedor do Curitiba Arte 10), “Trabalho de Parto” e “O Poeta e a Rainha” (Seleção Oficial Festival de Oberhausen, Alemanha).
Também produziu inúmeros curtas-metragens e dirigiu programas de TV, comerciais e vídeo clips, dentre eles “A Bruma e o Breu” (Prêmio Saul Trumpet de Melhor Vídeo do Ano em 97).
Em 2001 co-produziu e co-dirigiu a comédia romântica “Onde Os Poetas Morrem Primeiro”,seleção oficial Chicago Latino Film Festival (EU), Seleção Oficial Cine Ceará (Brasil).
“Sol na Neblina” (2009) foi seleciando para o programa Cine en Construcción no Festival Internacional de San Sebastian e ganhou o premio TVE dado pela Televisao Espanhola. O filme foi selecionado também para a Mostra Internacional de Cinema de Sao Paulo e varios festivais europeus. Seu filme “O Coro” teve sua primeira exibicao no prestigioso Festival de Mar del Plata (2010).
Em 2011 "O Coro" foi escolhido como filme de abertura do 21° Festival Ibero-americano Cine Ceara e ganhou os premios de “Melhor Diretor” e “Melhor Fotografia”. 

## Festivais
- San Sebastian Film Festival -winner of TVE Awards – Cine Construccion 12). - Spain
- Sao Paulo International Film Festival - Brazil
- Innsbruck International Film Festival (nominated to the Südwind-filmpreis) - Austria
- Kino Latino Köln - Germany
- Cine Latino Festival (Tübingen, Stuttgart und Freiburg) Germany.
- Exground Film Festival - Wiesbaden -Germany
- 21° Festival Ibero-americano Cine Ceara
- Mar del Plata International Film Festival.